# 美澄すい
美澄 すい（みすみ すい）は日本の女性声優。主にアダルトゲームに声をあてている。

## 出演作品

### ゲーム

#### 2009年
- 逝け!潮吹地獄!（小林 亜美）[1]
- 懐妊大戦ツンデレPonPon!!（イシリス）
- Catch Up!!（桐嶋唯、河愛光代）
- はじめてどうし〜バカップルでいこう!〜（晴彦の母）[2][3]
- いつつご-Lovely Quintuplets-（朝比奈 五華）[4]

#### 2010年
- 憧れのお母さん（榎本瞳）
- くのいち義母姉妹淫ら妊法帳（室賀椿）
- ク・リトル・リトル 〜グレートハンティング〜（にーやっく）
- この歌が終わったら -When this song is over-（きぬ）
- なないろ航路（すぱろう）

#### 2011年
- 悪道勇者（ロザリア、マリナ、パール）
- アクロウム・エチュード Canvas4（青桐晴乃）
- アルテミスブルー（田島聡子）
- 獄淫の尖塔（堀倉幸乃）
- サムライ母娘と孕ませ同棲生活（和泉雅）
- 12+（モルガン）
- ハメ放題!無法地帯な修学旅行（水澤レナ）
- ぶら ぶら（マスター鈴）
- HOTEL.（藤野 静枝）[5]
- 恋騎士 Purely☆Kiss（要の母）[6]
- 虐襲4（領主 など）[7]

#### 2012年
- リア充催眠（謎の女ディーラー）

#### 2013年
- キモメン底辺職でも巨根ならハーレムギルドの主になれる!? 〜伝説の騎士や聖女、魔王を種付け攻略! 美少女だらけ夢の冒険性活!〜（ネルヴァイラ）
- 淫艶 〜山里に乱れる手弱女〜（安保 静）
- 夢か現かマトリョーシカ（和田守 鶴代）[8]

#### 2015年
- PRETTY×CATION2（穂波の母）
- 淫らな魔法使いと救性主（アクア）